# Золденко-Круглов Володимир Іванович
Володи́мир Іва́нович Золде́нко-Кругло́в (Золденко) (* 21 квітня 1884, Житомир — † 1971, Київ) — український оперний та драматичний співак (баритон).

## Життєпис
1909 року закінчив юридичний факультет Київського університету. Співам навчався в Київській музичній школі Тутковського.
Виступав у київському театрі Миколи Садовського — 1909—1912, в Київському оперному театрі — 1913—1919, 1923—1924 — в Одесі, 1924—1925 — Свердловську.
Першим виконав партію Енея в «Енеїді» Лисенка 1910 року,
- в Києві — Аглай-хана — «Бранка Роксолана» Д. В. Січинського, 1912,

Серед інших виконаних партій:
- Альфіо, «Сільська честь» Масканьї,
- Амонасро, «Аїда» Верді,
- Демон, «Демон» Рубінштейна,
- Ескамільйо, «Кармен» Бізе,
- Князь Єлецький, «Винова краля» Чайковського,
- Ріголетто, «Ріголетто» Верді,
- Кирило Троєкуров, «Дубровський» Направника,
- Януш, «Галька» Монюшка.

Партнерами по виступах були Семен Бутовський, Трохим Івлєв, М. З. Лебедєва, Денис Мироненко, Олена Петляш, Євген Рибчинський, Микола Чорноморець. Співав під керівництвом Густава Єлінека.
Був відомий чудовими виконаннями українських народних пісень та творів українських композиторів